# Талат Махмуд
Талат Махмуд (нар. 24 лютого 1924, Лакхнау — 9 травня 1998, Мумбаї) відомий індійський співак. Його вважають одним з кращих співаків-чоловіків некласичного та напівкласичного жанру на індійському субконтиненті. Він був музикантом, який мав вроджений талант, неперевершену красу та солодкість голосу. Хоча був співаком, він також знімався у фільмах, однак не так успішно.
Урядом Індії в 1992 році він був нагороджений премією Падма Бхушан за визначний внесок у кінематограф. Він мав неповторний, елегантний та глибоко художній стиль співу, і його високо цінували на Індійському субконтиненті, особливо в урду мовній спільноті. Навіть його маловідомі пісні набирають популярності. Його можна характеризувати як справжнього засновника сучасного напівкласичного та некласичного співу Індії.

## Раннє життя
Талат Махмуд народився в Лакнау, штат Уттар-Прадеш, у Манзура Махмуда. Талат демонстрував свої музичні нахили з самого раннього віку і із захопленням цілими ночами слухав спів визначних співаків класичної індійської музики того часу. Походить із консервативного мусульманського походження де спів не заохочується. Талату довелося вибирати між роботою у фільмах та перебуванням вдома. Незважаючи на заперечення батьків, він зробив вибір на користь першого, хоча його сім'я визнала це лише десь десятиліттям пізніше, коли він здобув повагу в галузі.

## Співоча кар'єра
Талат Махмуд розпочав свою співочу кар'єру у 1939 році, 16 річним газельним співаком. Його голос відрізнявся від усіх інших співаків. У 1941 році HMV [Архівовано 20 листопада 2019 у Wayback Machine.] запропонував Талату випустити свій перший диск. Його репутація газельного співака не обмежувалася його рідним містом Лакнау, а дійшла до міста, яке стало містом його долі — Калькутти.
У 1944 році вийшов хіт Tasveer teri dil mera behela nah zaradi gi. Його популярність була настільки феноменальною і неперевершеною, що навіть сьогодні його пісні залишаються одними з найбільш продаваних. Цей диск приніс Талату славу по всій Індії, і незабаром ним зацікавилася кіноіндустрія Калькутти. Талат знявся приблизно в 16 фільмах, як для Калькутти (кіноцентр 1940-х), так і Бомбейської кіноіндустрії. Три фільми, в яких він знявся, були регіональними хітами в Калькутті. Спочатку в Калькутті він записав багато пісень під припущеною назвою «Tapankumar». У 1949 році Талат переїхав до Бомбея, щоб співати для кіноіндустрії хінді. Його ім'я та слава вже передували йому, і незабаром його заполонили пропозиції. Одна із найбільш популярних його пісень Ae dil mujhe aisi jagha le chal jahan koi na ho — саундтрек до фільму Arzoo.

## Спадщина та значення

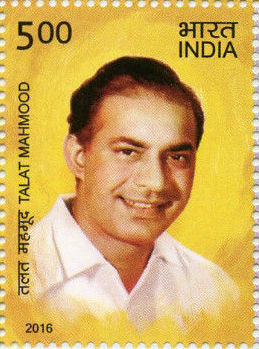
Талат Махмуд на поштовій марці 2016 року

Талат Мехмуд був справжнім засновником сучасних напівкласичних і некласичних газелів. Його вплив на інших сучасних і наступних співаків газелу був всеохоплюючим. Саме він проклав шлях таким легендарним співакам-газелам, як Мехді Хассан та Джаджіт Сінгх. Таким чином, він є основоположником газельного мистецтва. Він користується величезною популярністю серед урду аудиторії, що має літературну чи художню освіту, особливо в Пакистані. Талат був одним із відомих співаків 1950-х років, які мали свої окремі фан-клуби на індійському субконтиненті, двоє інших — Мухаммед Рафі та Мукеш. Він є одним із трьох найвпливовіших газальних співаків усіх часів.

## Акторська кар'єра
Талат Мехмуд знявся в більш ніж десяти фільмах з провідними актрисами того часу, такими як Нутан, Мала Сінья, Сурая та інші. Пізніше він вирішив відмовитися від акторської майстерності, щоб сконцентруватися на співі.
Талат виступав у наступних фільмах хінді:
| Назва фільму      | Рік  | з ким знімався       |
| ----------------- | ---- | -------------------- |
| Tum Aur Main      | 1947 | Канан Деві           |
| Thokar            | 1953 | Шаммі Капур          |
| Sone ki Chidiya   | 1958 | Нутан                |
| Samapti           | 1949 | Бхарті Деві          |
| Rajlaxmi          | 1945 | Kananbala            |
| Raftaar           | 1955 | Надіра (актриса)     |
| Maalik            | 1958 | Suraiya              |
| Lala Rukh         | 1958 | Шяма                 |
| Ek Gaon ki Kahani | 1957 | Мала Сінья           |
| Diwali ki Raat    | 1956 | Roopmala, Шашикала   |
| Dil-e-Nadaan      | 1953 | Шяма, Мир Канваль    |
| Daak Babu         | 1954 | Надіра               |
| Araam             | 1951 | Мадхубала, Дев Ананд |